# Oščadnica
Oščadnica este o comună slovacă, aflată în districtul Čadca din regiunea Žilina, pe malul râului Kysuca⁠(d). Localitatea se află la altitudinea de 463 m deasupra n.m., se întinde pe o suprafață de 58,63 km2 și în 2017 număra 5.701 locuitori. Se învecinează cu comuna Skalité.

## Istoric
Localitatea Oščadnica este atestată documentar din 1579.

## Demografie
| An:                | 1994 | 2004   | 2014   | 2024   |
| ------------------ | ---- | ------ | ------ | ------ |
| Număr de persoane: | 5613 | 5699   | 5660   | 5807   |
| Diferență:         |      | +1,53% | −0,68% | +2,59% |

| An:                | 2023 | 2024   |
| ------------------ | ---- | ------ |
| Număr de persoane: | 5755 | 5807   |
| Diferență:         |      | +0,90% |